# Reliquiar

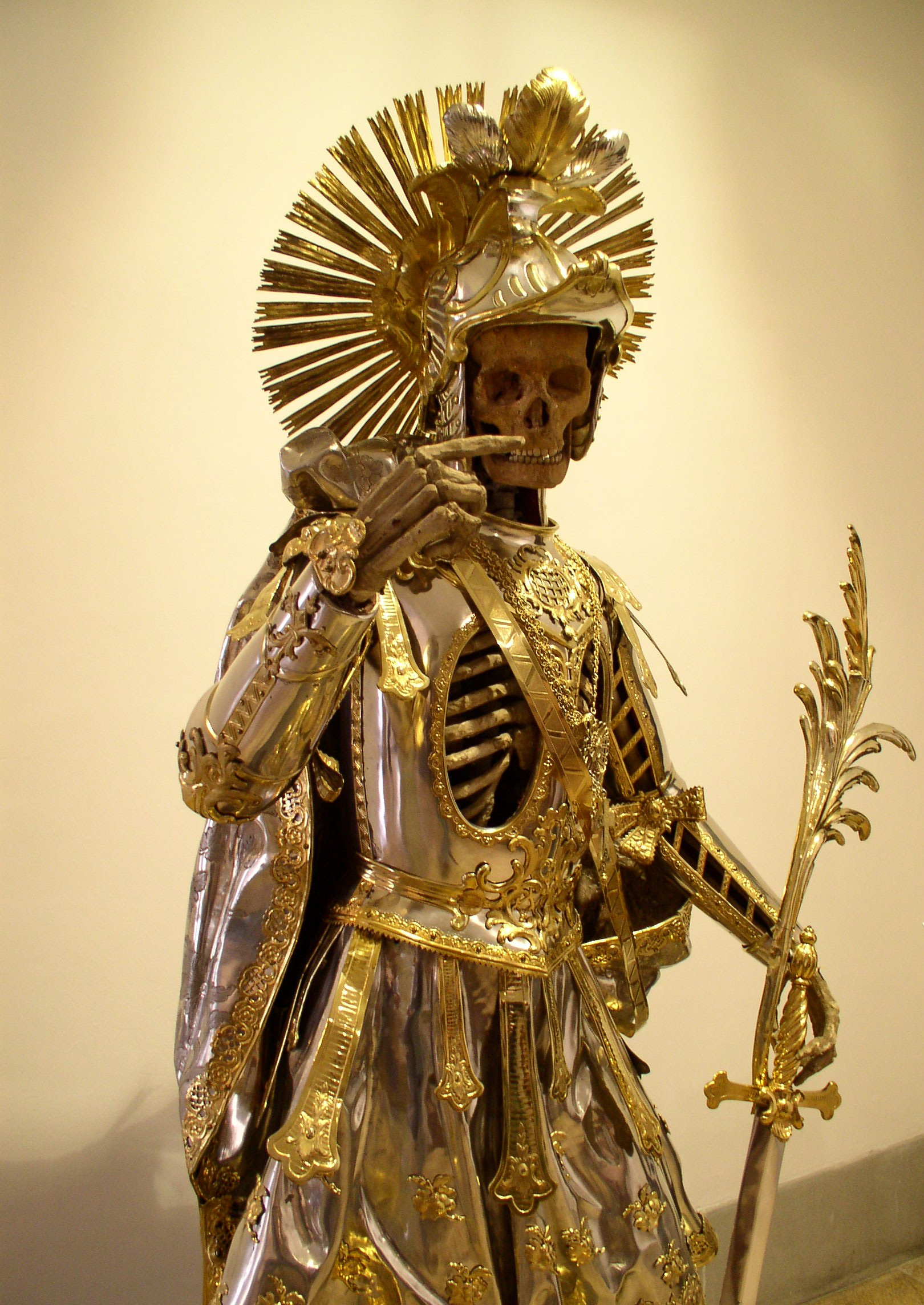
Mit einer Prunkrüstung geschmückte Reliquie des Katakombenheiligen Pankratius im schweizerischen Wil

Ein Reliquiar ist ein Gefäß oder eine Fassung, worin Reliquien aufbewahrt und verehrt werden.

## Ursprung und Bedeutung
Reliquien, irdische Überreste der Körper oder Körperteile von Heiligen oder Überbleibsel des jeweiligen persönlichen Besitzes, finden sich in allen Weltreligionen, vor allem aber im Christentum. Auch Gegenstände, die mit den Körpern oder Gräbern von Heiligen oder auch mit verehrten Bildern in Berührung gekommen sind, können als Reliquien gelten und verehrt werden.

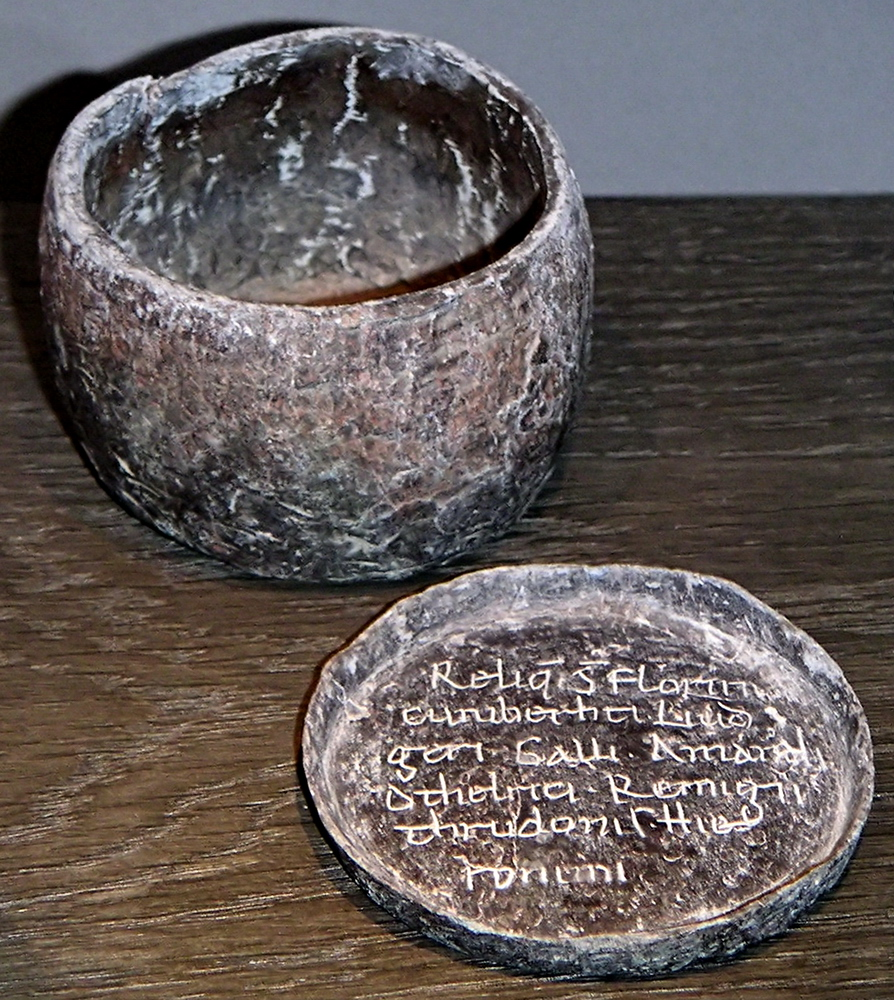
Reliquienbehälter aus aufgelassenen Altären des Ostchores im Essener Münster, datiert auf 1054. Solche Reliquienbehälter stellen die Urform der Reliquiare dar.

Im Christentum entwickelte sich früh eine besondere Verehrung der Märtyrer. Die Reliquienverehrung ist die älteste Form der Heiligenverehrung und seit dem 2. Jahrhundert nachweisbar. In der Spätantike und im Frühmittelalter nahm die Verehrung von Reliquien erheblich zu. Veranlasst durch Wunderberichte wurde seit dem Frühmittelalter den Reliquien der Märtyrer heilsame Wirkung zugeschrieben.
Ursprünglich wurden die Reliquien von Personen, die im Rufe besonderer Heiligkeit und Gottesnähe standen, unter den Altären der ersten christlichen Kirchen beigesetzt. Daraus entwickelte sich im Laufe der Zeit die bis heute gültige katholische Tradition, bei der Weihe einer neu errichteten Kirche eine Reliquie des jeweiligen Namenspatrons in die Mensa des Hauptaltars einzumauern und in größeren Kirchen verschiedenen Heiligen eigene, mit Reliquien ausgestattete Altäre zu errichten.
Die großen Kathedralen des Mittelalters verdanken ihre Entstehung und ihren Ruhm vor allem hochverehrten Reliquien – etwa der Heiligen Drei Könige im Kölner Dom oder der Reliquien der heiligen Ursula von Köln und ihrer Gefährtinnen in St. Ursula in Köln. Ähnliche Bedeutung wie die Reliquien von Heiligen haben Gegenstände, die mit dem neutestamentlichen Heilsgeschehen, insbesondere mit Jesus Christus und der Mutter Gottes, aber auch mit Johannes dem Täufer, in direkte Verbindung gebracht werden. Dazu zählen vor allem die Kreuzreliquien, kleine Holzsplitter vom Kreuz Christi, von denen viele tausende über die ganze Welt verteilt in katholischen und orthodoxen Kirchen verehrt werden.
Um die gewachsene Bedeutung der Reliquien für die Kirche, in der sie sich befanden, zu unterstreichen, begann man mit der Anfertigung spezieller, meist künstlerisch und materiell sehr kostbar ausgeführter Schreine und Behältnisse zur Aufbewahrung der Reliquien. Diese Behälter werden zusammenfassend als Reliquiare bezeichnet.
Die folgenden Abbildungen stammen aus dem Werk Lucas Cranach des Älteren Dye zeigung des hochlobwirdigen hailigthums der stifftkirche aller hailigen zu wittenberg aus dem Jahre 1509, in dem er alle Reliquien der Stiftskirche in Wittenberg abgebildet hat. Die kleine Auswahl gibt einen Überblick über die Bandbreite der Aufbewahrungsmöglichkeiten von Reliquien.

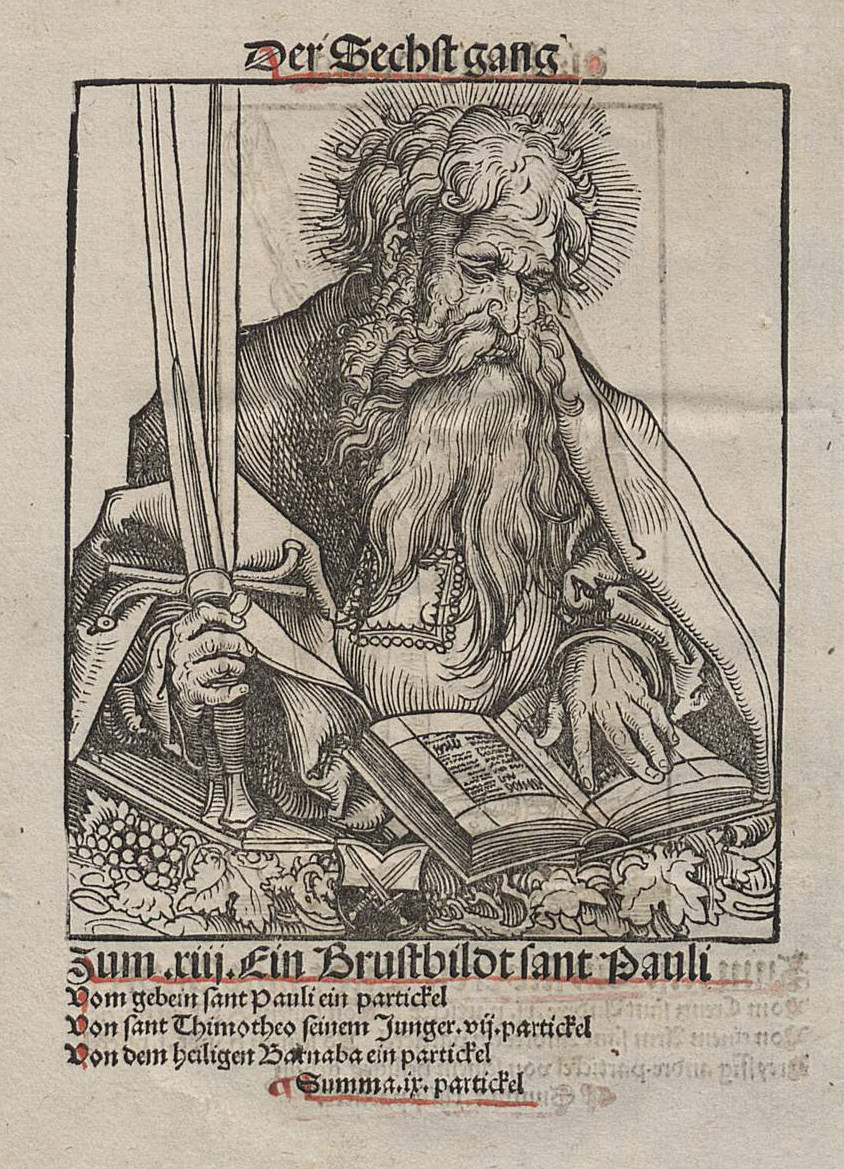
Brustbild des Heiligen Paulus mit Reliquien des Paulus und anderer Heiliger
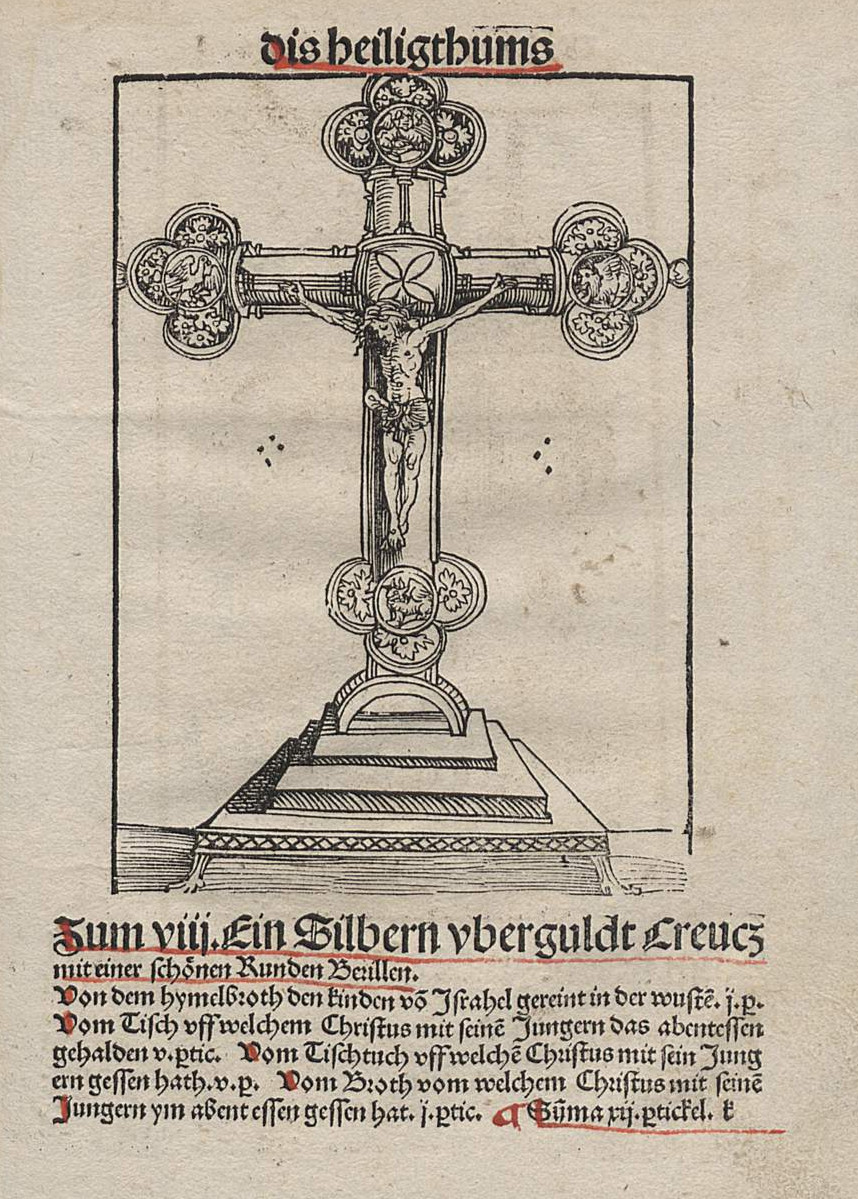
Silberne Kreuzreliquie mit Stücken vom Tischtuch des letzten Abendmahls
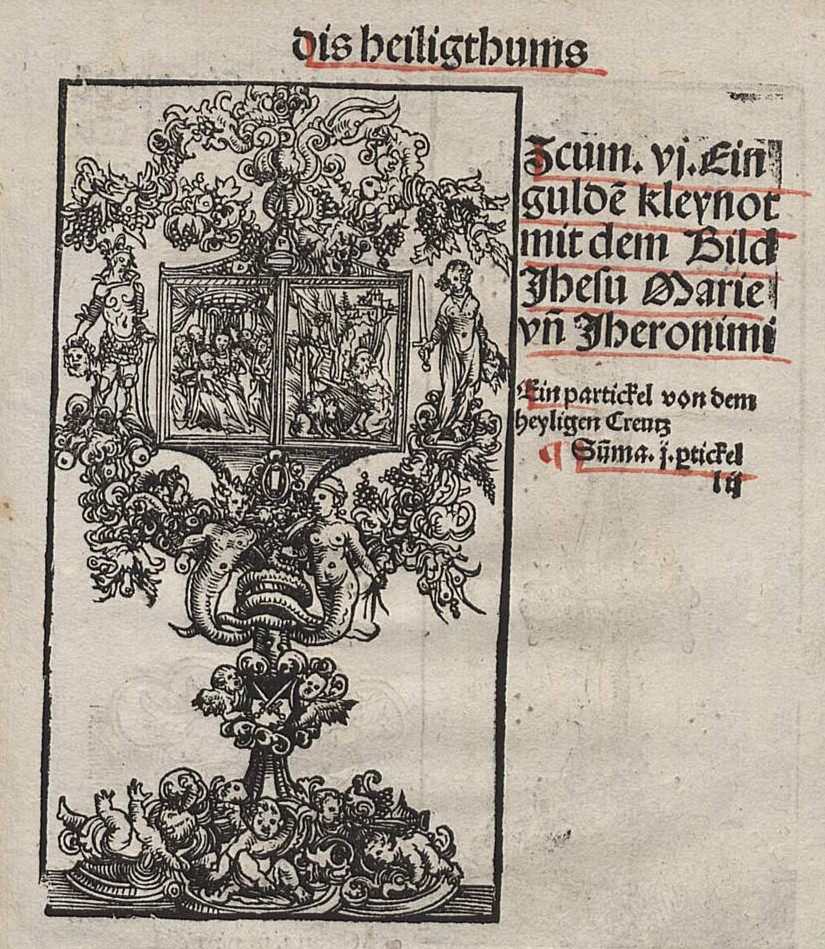
Goldenes Kleinod mit Abbildung Marias und Partikeln des Heiligen Kreuzes
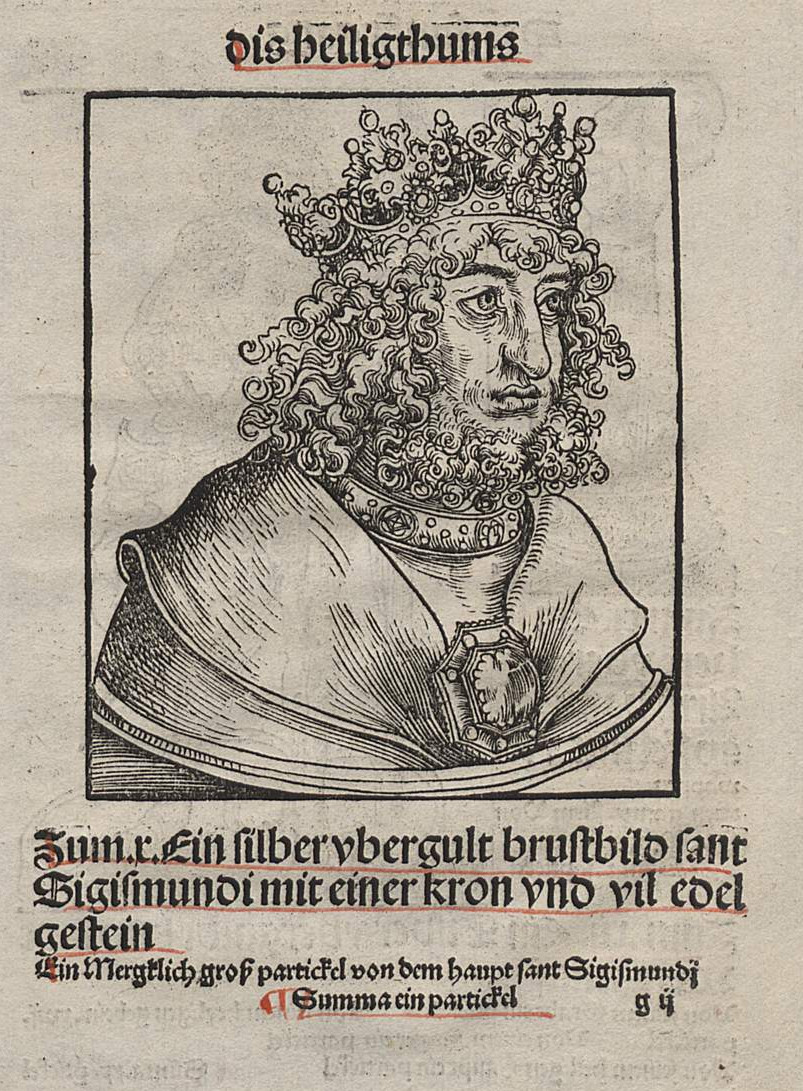
Brustbild des Heiligen Sigismunds mit einem merglich groß partickel von dem haupt

## Formen des Reliquiars

### Reliquienschrein

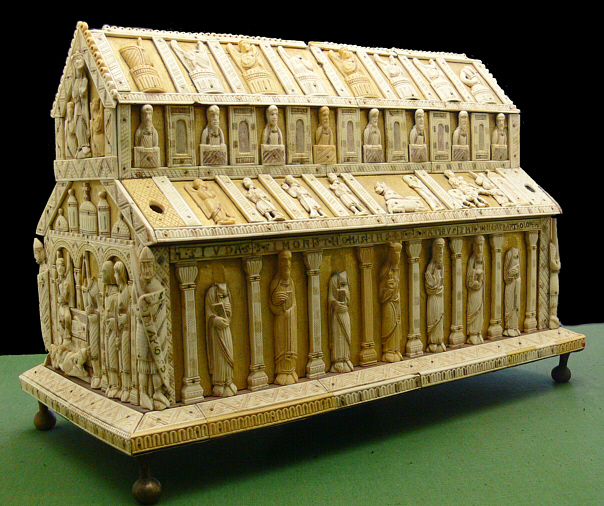
Reliquienschrein in Form einer Basilika, Köln, 1. Hälfte 13. Jahrhundert

Die älteste Form des Reliquiars ist der Reliquienschrein. Dabei handelt es sich um einen meist reich geschmückten, dem Sarkophag des Heiligen entsprechenden Kasten in Originalgröße oder miniaturisierter Ausführung. Berühmte Reliquienschreine des hohen Mittelalters sind der Dreikönigenschrein im Kölner Dom, der Karlsschrein und der Marienschrein im Aachener Dom, der Marburger Elisabethschrein und der Eibinger Hildegardisschrein sowie der St.-Maurus-Schrein, der sich seit 1888 auf der westböhmischen Burg Bečov (Petschau) befindet.

### Lipsanothek
Zur Beisetzung der Reliquien im Altar dienten rechteckige oder runde Kapseln oder Ampullen aus Metall, Stein, Elfenbein, Holz oder Glas, Lipsanotheken genannt. Sie konnten mit figürlichen Darstellungen oder Inschriften versehen sein.

### Staurothek

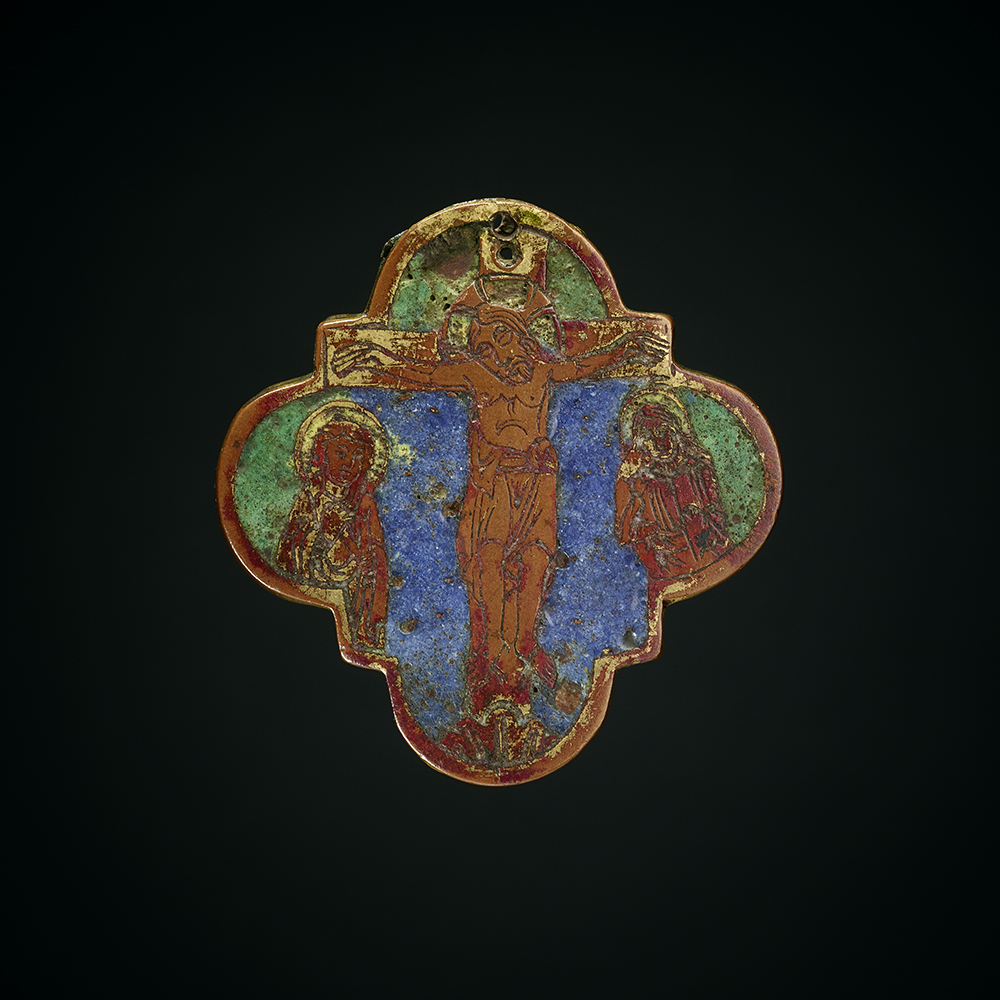
Vierpassförmiges Kapselreliquiar (Kusstafel), Enkolpion, Niedersachsen, wohl Hildesheim, 2. Hälfte 12. Jahrhundert (Domschatz Halberstadt)

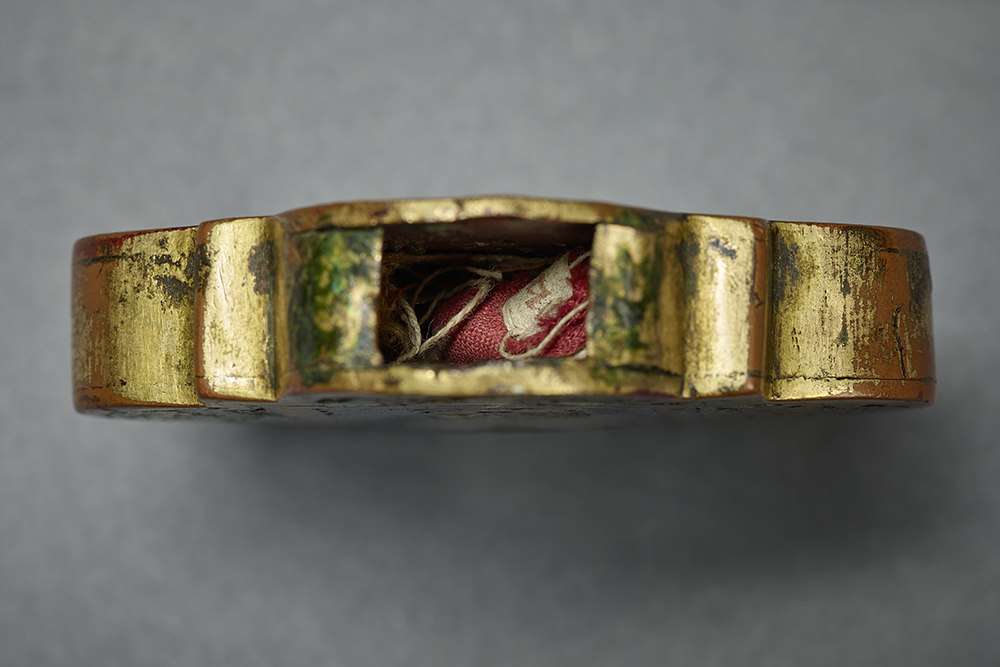
Vierpassförmiges Kapselreliquiar (Kusstafel), Enkolpion, Blick ins Innere mit Reliquien. Niedersachsen, wohl Hildesheim, 2. Hälfte 12. Jahrhundert (Domschatz Halberstadt)

Erste vom Typus des Schreins abweichende Formen des Reliquiars entwickelten sich vor allem in der Ostkirche, darunter die Staurothek, eine flache goldene Lade zur Unterbringung großer Kreuzreliquien – ein bekanntes Exemplar aus Byzanz, die Limburger Staurothek, befindet sich heute im Limburger Domschatz – und das Enkolpion, eine meist kreuzförmige Reliquienkapsel, die vom Priester an einer Kette um den Hals getragen wurde.

### Reliquienkreuz, Kreuzreliquiar

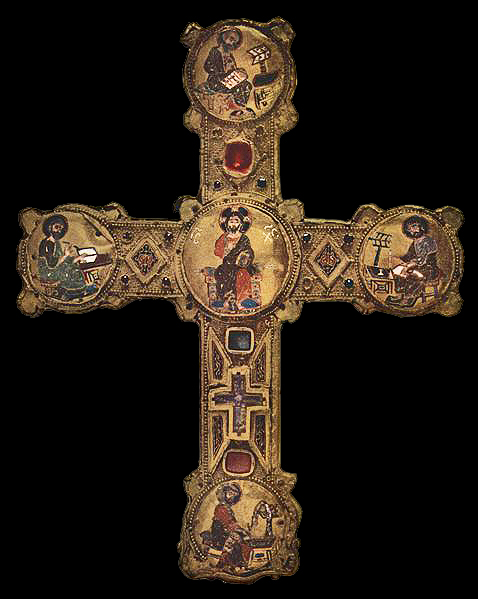
„Meister des Reliquienkreuzes von Cosenza“ mit Darstellung des thronenden Christus und der vier Evangelisten aus dem 12. Jahrhundert (Kathedrale von Cosenza)

Im Westen übernahm man im Verlauf des Mittelalters zunächst die ostkirchlichen Reliquiartypen, von denen als diplomatische Geschenke sowie besonders infolge der Plünderung Konstantinopels durch venezianische Truppen im Jahr 1204 zahlreiche Exemplare nach Mitteleuropa gelangten. Daneben traten Behältnis-Variationen wie Reliquienkreuze auf.
Bedeutende Beispiele sind hier das „Adelheid-Kreuz“, größtes erhaltenes deutsches Reliquienkreuz des Hochmittelalters, das „Borghorster Stiftskreuz“, das „Kaiser-Heinrich-Kreuz (Fritzlar)“, das „Kreuz von Caravaca“, das als Gemmenkreuz gearbeitete „Reichskreuz“ in den römisch-deutschen Reichskleinodien oder das „Reliquienkreuz (London)“.
Weitere Reliquiare für Kreuzreliquien sind etwa der Talisman Karls des Großen oder das „Essener Kreuznagel-Reliquiar“.

### „Sprechende Reliquiare“

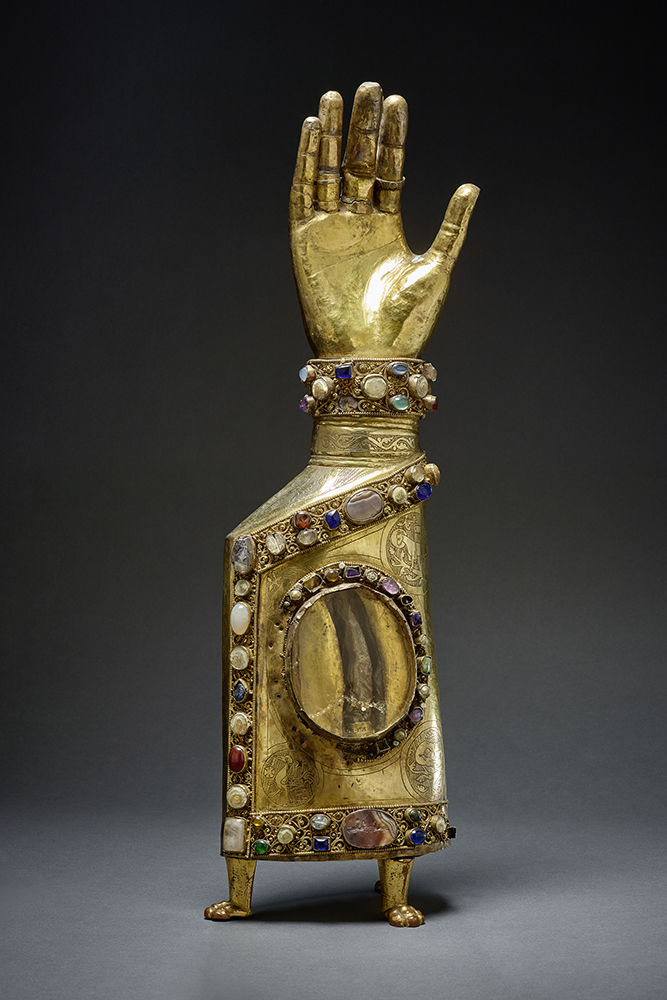
Armreliquiar des hl. Nikolaus, um 1225/30. Domschatz Halberstadt. Eines von sechs noch im dortigen Domschatz erhaltenen Armreliquiaren.

Unter den Pilgern des beginnenden Spätmittelalters wuchs der Wunsch danach, die Reliquien auf ihren Wallfahrten unmittelbarer in Augenschein nehmen zu können. Vielfach stellte sich gegenüber den geschlossenen Reliquienkästen ein gewisses Misstrauen ein, zumal Reliquienfälschungen Überhand nahmen. Daher wurde zunächst der Typus des sprechenden Reliquiars entwickelt – dabei handelt es sich um Behältnisse, die in ihrer äußeren Form dem Körperteil nachempfunden sind, dessen Überreste sich darin befinden.
Reliquiare für Armknochen wurden als goldene Arme gestaltet. Bekannte Armreliquiare sind:
- Armreliquiar Karls des Großen (eines aus dem 12., das andere 15. Jh.)
- Armreliquiar des hl. Nikolaus von Myra, um 1225/30, Domschatz Halberstadt
- Armreliquiar des hl. Stephanus, 1205–1208, Domschatz Halberstadt
- Armreliquiar des hl. Quintin
- Armreliquiar der hl. Elisabeth (Elisabeth von Thüringen), Sayn
- Martini-Armreliquiar (Emmerich)
- Basilius-Armreliquiar, Essen
- Armreliquiar der Beatrix von Holte
- Armreliquiar des hl. Simon Zelotes, Abtei Sayn

Handreliquiare haben die Form einer Hand, etwa in der Kirche Saint-Quentin.
Fußreliquiare gestaltete man als goldene Beine, Schädel- bzw. Kopfreliquiare teils als Reliquienbüsten. Wichtige Beispiele für letztere sind die Karlsbüste im Aachener Domschatz und die Schädelreliquiare der Apostel Petrus und Paulus in der Lateranbasilika in Rom sowie der Pauluskopf in Münster.
Die besondere Form des Sitzreliquiars findet sich im Reliquiar der Fides von Conques.
Darüber hinaus ahmen Reliquiare die Gestalt von Gegenständen nach. Derart geformte Reliquiare sind
- Stab: Petrusstab
- Stuhl: Cathedra Petri (Kunstwerk),
- Truhe: Heiligengrabtruhe für Grabchristus bzw. Kruzifix in der Osterliturgie
- Becherreliquiar: Hedwigsglas der heiligen Hedwig, in dem Wasser zu Wein geworden war (Mindener Domschatz).

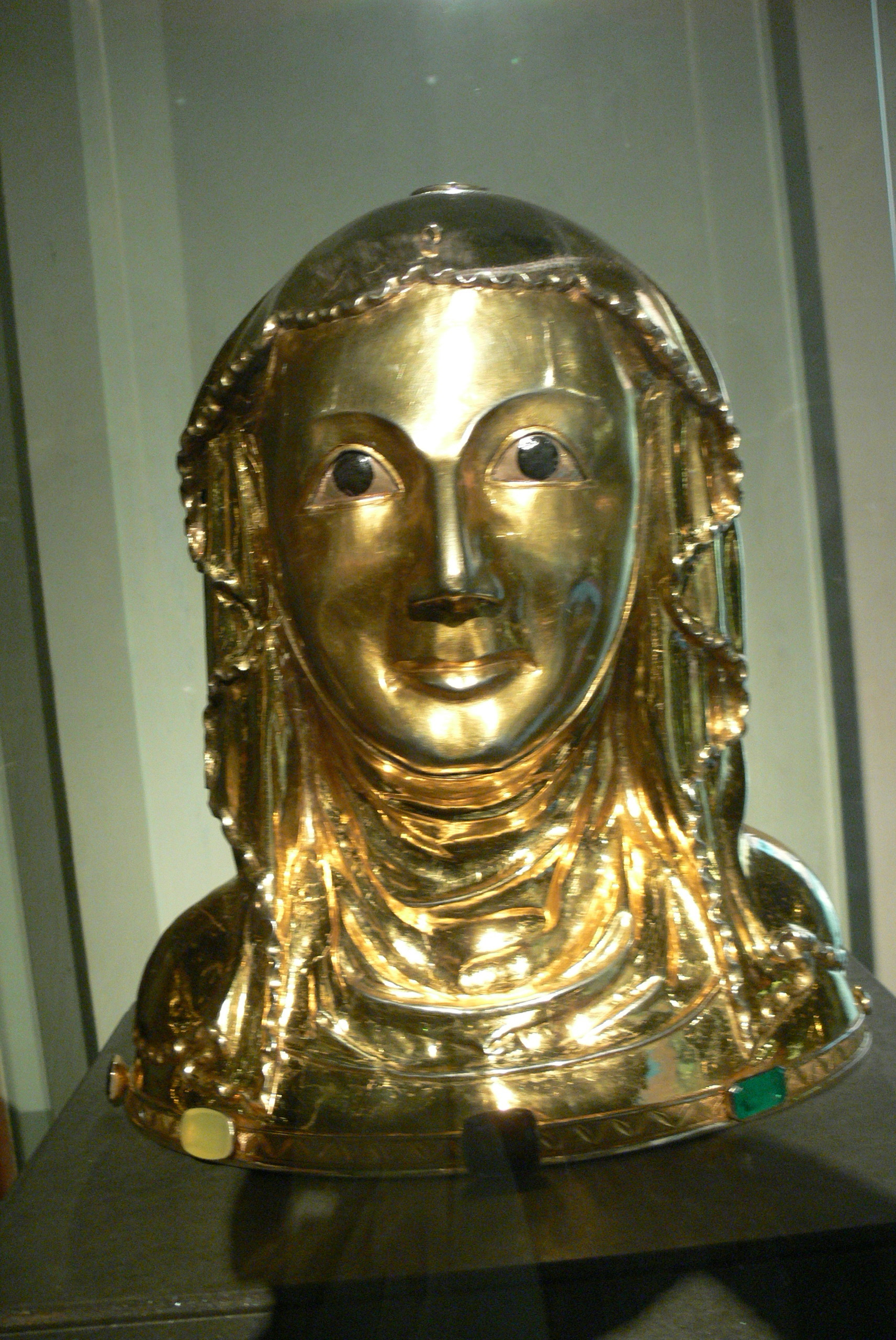
Kopfreliquiar der hl. Ludmilla von Böhmen im Prager Agneskloster
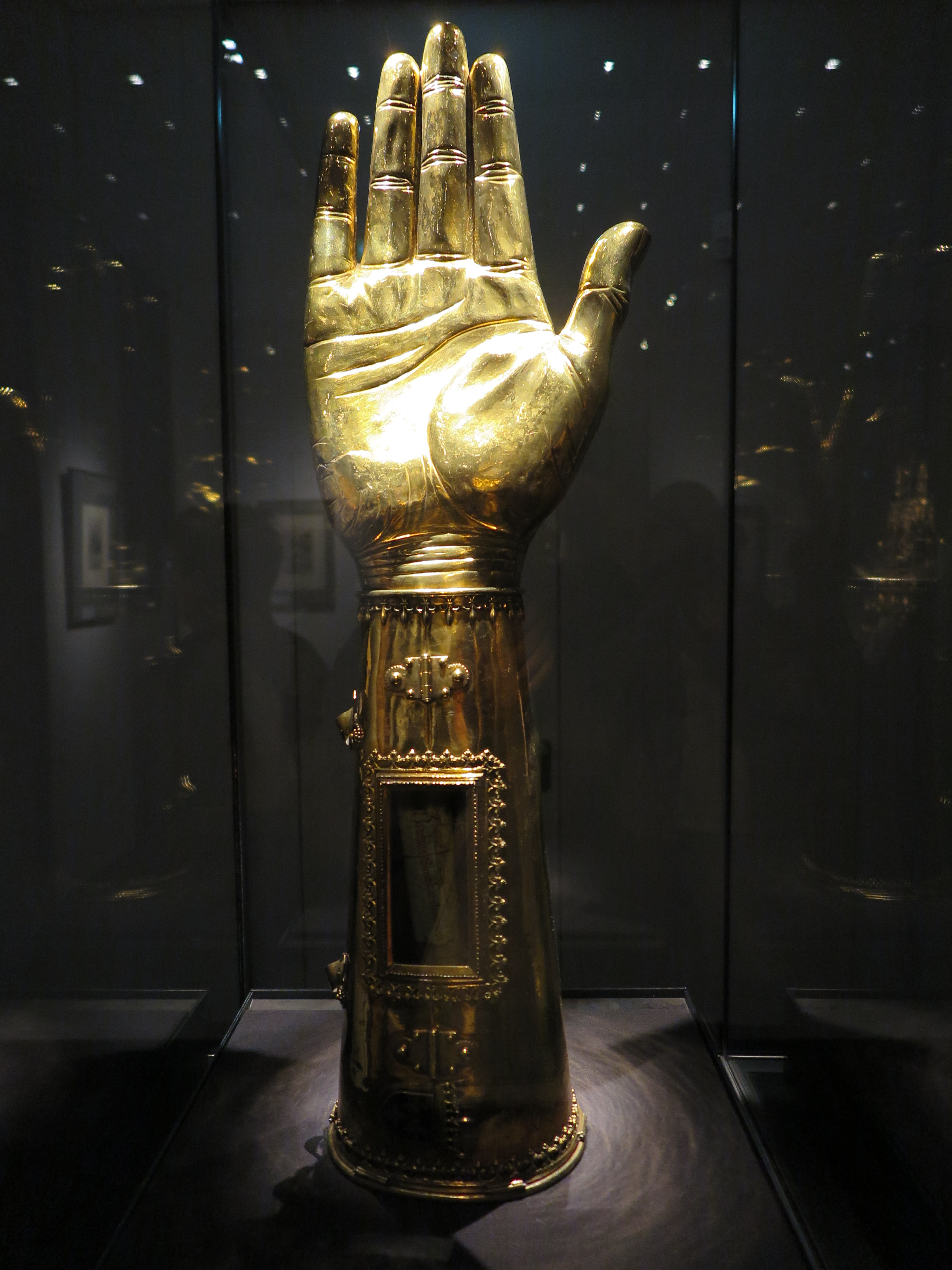
Armreliquiar Karls des Großen
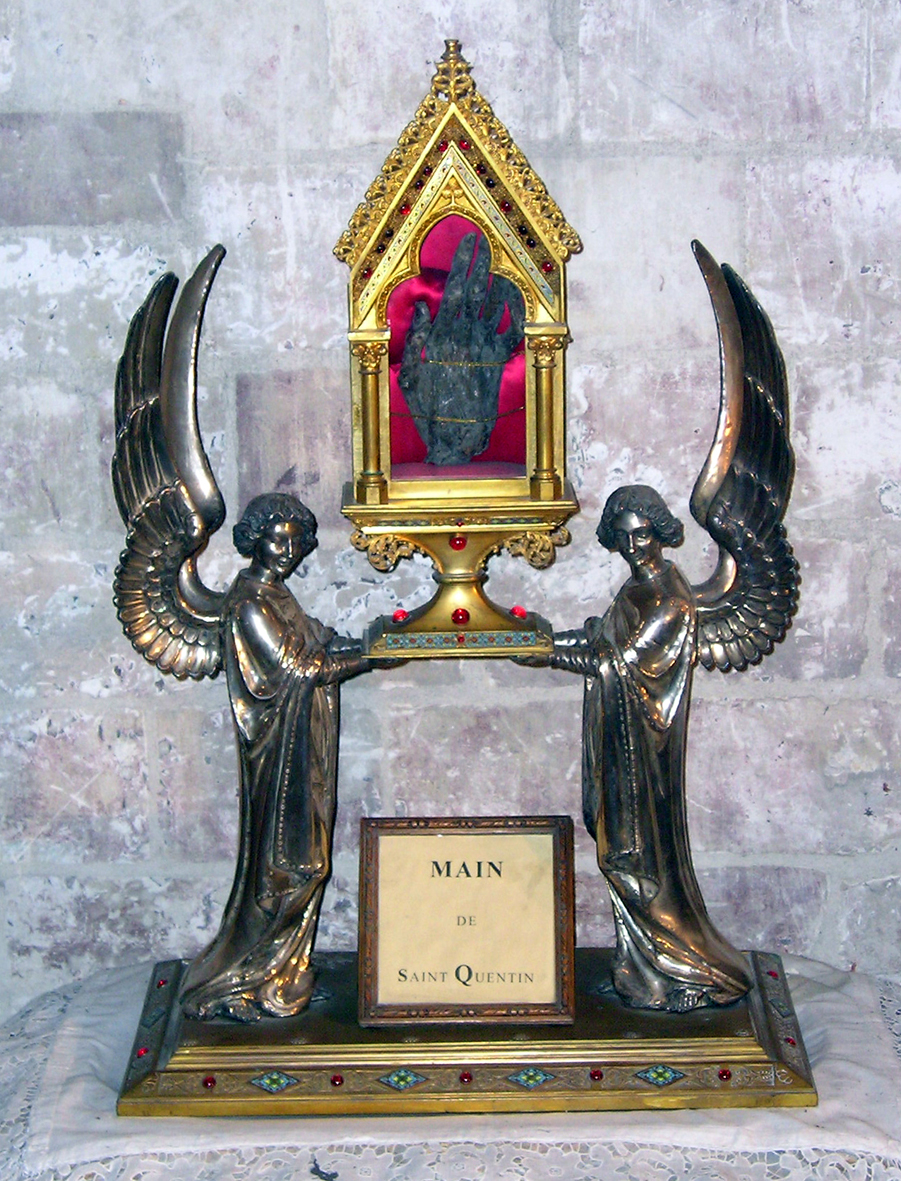
Handreliquie des heiligen Quentin in St-Quentin

### Ostensorium

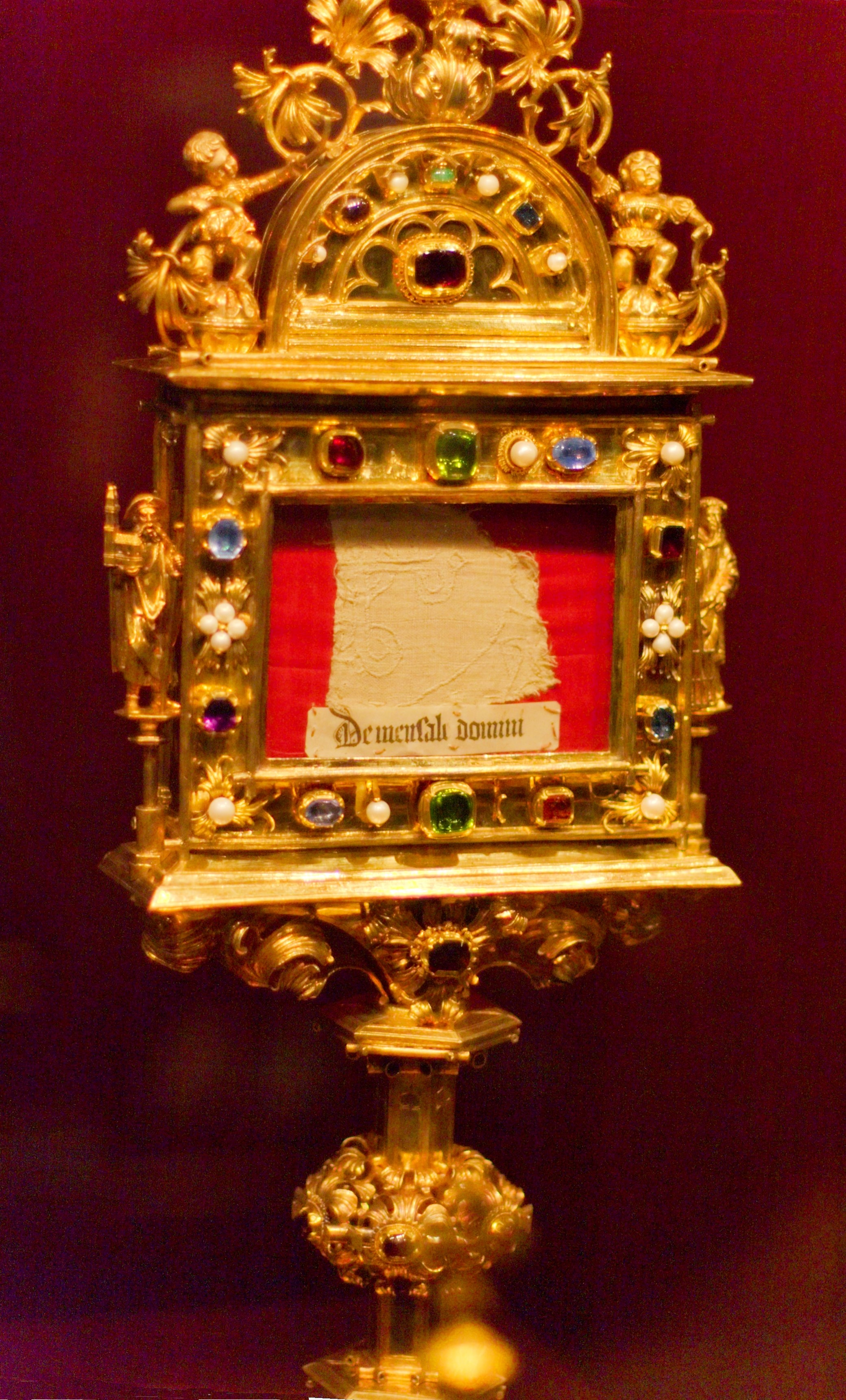
Reliquiar als Ostensorium mit einem Stück vom Tischtuch des letzten Abendmahls (→ Tuchreliquien (Reichskleinodien)), Hans Krug d. J. (* Nürnberg um 1485; † Kremnitz 1528), Weltliche Schatzkammer, Wien

Im Spätmittelalter ging man dazu über, aufwendig gefasste gläserne Behälter zu schaffen, in denen die Reliquien für den Betrachter sichtbar waren. Ein solches Schaugefäß wird je nach Ausführung als Reliquienmonstranz oder Ostensorium bezeichnet. Kleine Reliquiensplitter werden seit dem späten Mittelalter von kirchlichen Stellen in spezielle verglaste Kapseln von meist ovaler Form eingeschlossen und anschließend versiegelt oder verplombt, um die Echtheit der enthaltenen Reliquie zu dokumentieren und zu verhindern, dass kleine Reliquien verloren gehen können. Eine solche Kapsel wird als Theca bezeichnet; meist befindet sich in ihr neben der Reliquie ein Zettelchen mit erklärender Beschriftung, die sogenannte Cedula.

### Osculatorium
Eine Sonderform des Reliquiars ist das Osculatorium, auch Paxtafel, Kusstafel oder Pacificale genannt. Dabei handelt es sich um eine flache Metallplatte mit eingesetzter Reliquienkapsel, die rückseitig mit einem Griff oder Henkel versehen ist. In der tridentinischen Messe wurde das Osculatorium vor der Kommunion als Friedenszeichen durch die Bankreihen gereicht und von jedem Gottesdienstbesucher symbolisch geküsst. Ein bekanntes erhaltenes Exemplar ist die Eberbacher Kusstafel.

### Bursa
Als Bursa wird eine seit dem Frühmittelalter zur Aufnahme von Reliquien bestimmte Stofftasche (Reliquienhülle) bezeichnet, wie sie beispielsweise für die einzelnen, bis zum heutigen Tage bei der Aachener Heiligtumsfahrt gezeigten Tuchreliquien verwendet wird. Auch die sogenannten Pilgertaschen, die besonders im Mittelalter breite Verwendung fanden, werden als Bursen bezeichnet.  Eine ganz besonders wertvolle Reliquientasche stellt die in der Wiener Schatzkammer aufbewahrte Stephansbursa dar. Zu unterscheiden sind die textilen Bursen von schreinartigen Reliquiaren, sogenannten Bursenreliquiaren, die oft als aufwändige Goldschmiedearbeiten solchen Pilgertaschen nachempfunden wurden. In den Inventaren werden diese oft als capsa bezeichnet.

### Phylakterion
Kleine Kapseln mit Reliquien, die um den Hals oder vor der Brust getragen wurden, werden Phylakterion (altgriechisch φυλακτήριον phylaktērion ‚Schutzmittel, Amulett‘) genannt. Ihnen wurde apotropäische Wirkung, Schutz vor Unheil und Gefahr, zugeschrieben.

### Reliquienpyramide
Reliquien von mehreren Heiligen werden mitunter in sogenannten Reliquienpyramiden aufbewahrt.

## Liturgie und Brauchtum
Am Gedenktag eines Heiligen oder zum Patrozinium einer Kirche wird in der Liturgie des Heiligen oder des Festgeheimnisses besonders gedacht. Mancherorts werden dabei den Gläubigen die Reliquiare mit Reliquien zur Verehrung zugänglich gemacht. Der Priester kann dabei auch einen besonderen Segen mit dem Reliquiar erteilen.
Eine besonders herausragende Form der Reliquienverehrung in der katholischen Kirche ist die Reliquienprozession. Hierbei werden die Reliquien von Heiligen in ihren Schreinen oder Reliquiaren über einen meist traditionell festgelegten Prozessionsweg getragen. Eine wichtige bis heute gepflegte Feier dieser Art ist die Reliquienprozession der heiligen Hildegard von Bingen, die jährlich am 17. September in Eibingen stattfindet. Bei der alle sieben Jahre stattfindenden Aachener Heiligtumsfahrt werden die Aachener Heiligtümer aus dem Marienschrein des Aachener Dom geholt und gezeigt.

## Reliquiensammlungen und Heiltumskammern
Hauptsächlich im Mittelalter war es verbreitet, bedeutenden Persönlichkeiten Reliquien zu schenken. Schon Karl der Große in Aachen und später Karl IV. in Prag häuften Reliquiensammlungen an. Am Vorabend der Reformation ließ Kurfürst Friedrich der Weise von Sachsen in seiner Residenz Wittenberg einen der größten Reliquienschätze seiner Zeit zeigen. Der von der heiligen Hildegard von Bingen bereits im 12. Jahrhundert zusammengetragene Eibinger Reliquienschatz wird noch heute in der Pfarrkirche Eibingen aufbewahrt. Kostbare Umhüllungen oder Gefäße aus Gold und Silber gaben den unansehnlichen Überbleibseln auratischen Glanz.
Die Dome von Aachen, Bamberg, Braunschweig, Essen, Freising, Halberstadt, Köln, Minden, Münster, Osnabrück, und Trier besaßen und besitzen häufig heute noch ihre in Schatz- oder Heiltumskammern gezeigten Bestände. Bedeutende kirchliche Schatzkammern befinden sich auch in Augsburg, Essen-Werden, Schwäbisch Gmünd, Xanten.
Im Mittelalter (in katholischen Zentren auch später noch) wurden den wallfahrenden Gläubigen bei Prozessionen und sogenannten Heiltumsweisungen die Reliquienschätze von einer Galerie, einer Empore oder einem Heiltumstuhl (Wien) aus präsentiert oder wie in Trier der Heilige Rock anlässlich der Wallfahrten dorthin periodisch ausgestellt.